# Doktor Faustus (1982)
Doktor Faustus ist ein deutscher Spielfilm von Franz Seitz aus dem Jahre 1982 mit Jon Finch und André Heller in den Hauptrollen. Dem Film liegt der gleichnamige Roman (1947) von Thomas Mann zugrunde.

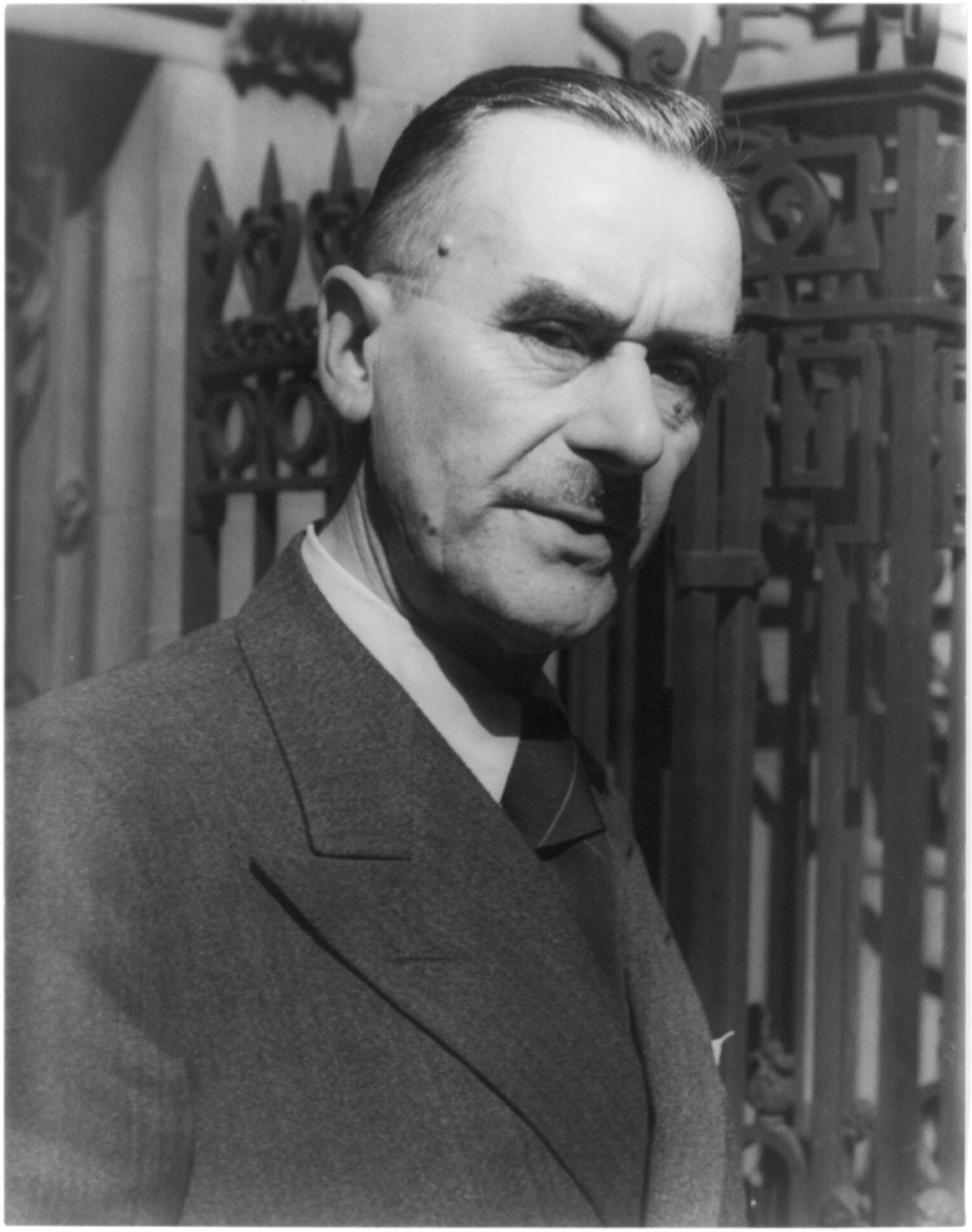
Autor der Vorlage: Thomas Mann

## Handlung
Adrian Leverkühn wird im Jahre 1885 geboren und wächst auf einem Bauernhof in Thüringen auf. Seine Schulzeit verbringt er in einem mittelalterlich geprägten Ort namens Kaisersaschern. Das Gymnasium schließt er mit ausgezeichneten Noten ab, seine eigenen Erfolge weiß er jedoch nicht richtig zu würdigen. All seine Leidenschaft, all sein Streben gilt der Musik. Und dennoch beginnt Leverkühn erst einmal ein Theologiestudium. Es ist jedoch nicht sein Glauben, der ihn antreibt, sondern vielmehr der eigene Hochmut. Tatsächlich erweist sich für Leverkühn die Theologie als gefährlicher Weg, denn er birgt zahlreiche Versuchungen und führt später zu einer einschneidenden, schicksalhaften Begegnung. Dann aber erkennt Adrian seine wahre Berufung: Er bricht das Theologiestudium ab und wendet sich, obwohl Zweifel an ihm nagen, nun ganz der Musik zu. Er will unbedingt Komponist werden, und bald stellt er fest, dass dies tatsächlich sein einzig wahrer Lebensweg werden soll.
Um seinem Schöpfungsdrang nachzukommen, scheut der ehemalige Theologiestudent Leverkühn auch nicht davor, sich der Hilfe Satans zu bemächtigen. Er schließt einen Pakt auf Gegenseitigkeit mit dem Teufel. Doch rasch wird Adrian der Gefahr, die damit verbunden ist, gewahr: Bei seiner Ankunft in Leipzig, wo er seine musikalischen Studien fortsetzen will, führt ihn ein merkwürdiger Bediensteter in einen Puff, anstatt, wie geheißen, in einen Gasthof. Eine Prostituierte berührt sein Gesicht mit dem Arm. Adrian ist verwirrt und flieht aus dieser Umgebung, doch wenig später treibt es ihn, gleich einem inneren Zwang, dorthin zurück. Er sucht diese enigmatische Prostituierte auf und verbringt eine Nacht mit ihr, obwohl sie ihn davor warnt, sich ihrem syphilitischen Körper hinzugeben. Nun hat der Teufel Leverkühn dort, wo er ihn haben wollte. Der faustische Pakt erlaubt Adrian einerseits eine enthemmte und von enormer Kreativität bestimmte Schaffenskraft, die ihresgleichen sucht, andererseits führt die Ansteckung Leverkühns durch die unheilbare Krankheit zu einer überschaubaren Restlebenszeit und der Gewissheit, dass nach seinem qualvollen Siechtum und Ableben seine Seele in den Besitz Satans übergeht.
Satan erscheint Leverkühn leibhaftig und verspricht ihm mittels seiner musikalischen Schöpfungen die durch und durch beglückende Inspiration, die keine Zweifel (wie einst beim fehlgeschlagenen Theologiestudium) mehr zulässt. Wie im Fieberwahn beginnt Adrian jetzt zu komponieren, mit überbordendem Talent schafft er Musikstücke, die einer merkwürdigen, romantischen Todesmystik Raum geben. In dieser Zeit entstehen vollkommen unabhängige Werke, die sich rühmen können, keinem Vorbild zu folgen. Auch „befreit“ sich Leverkühn jedweder mitmenschlicher Bindungen und fokussiert sein ganzes Schaffen, bald zur zwischenmenschlichen Liebe unfähig, auf die Komposition eines gewaltigen Oratoriums. Als Adrian versucht, dem Teufel doch noch ein Schnippchen zu schlagen und das satanische Abkommen zu brechen, indem er gleichgeschlechtlicher Liebe nachkommt, sterben der Freund und der fünfjährige Junge. Seinen Schmerz verarbeitet der Maestro durch sein Opus Magnum „Doktor Faustus Wehklag“. Unmittelbar nach dessen Vollendung versammelt er seine verbliebenen Freunde bei sich, um ihnen gegenüber seine Lebensbeichte abzulegen. Nach jahrelangem Leben in geistiger Umnachtung stirbt Adrian Leverkühn 1940.

## Produktionsnotizen
Doktor Faustus entstand 1981/82 in den Bavaria-Filmstudios und wurde am 16. September 1982 uraufgeführt.
Die Filmbauten entwarf Rolf Zehetbauer, die Ausstattung besorgten Herbert Strabel und Götz Weidner. Die Spezialeffekte gestaltete Erwin Lange. Christoph Schlingensief war einer von zwei Kameraassistenten.

## Wissenswertes
Mit Doktor Faustus beendete Regisseur und Produzent Seitz seine knapp zwei Jahrzehnte zuvor begonnene filmische Umsetzung von Werken Thomas Manns (Tonio Kröger, Wälsungenblut, Unordnung und frühes Leid und Der Zauberberg), die jedoch von der Kritik nur selten Lob erfuhren.

## Auszeichnungen
- Prädikat: wertvoll
- Bayerischer Filmpreis 1983
- Internationale Filmfestspiele Moskau 1983: Preis der sowjetischen Schriftsteller für das beste Drehbuch und den besten Film

## Kritiken
Rolf Becker vom Spiegel widmete bei Erscheinen dem Film eine längere Kritik, die vor allem auf die mutmaßliche Unverfilmbarkeit des komplexen Mann-Werkes hinaussteuerte: „Es wäre besser gewesen, Franz Seitz … hätte den ‚Doktor Faustus‘ einen guten Mann sein lassen. Niemand kann diesen kompliziertesten, intellektuell anspruchsvollsten Roman Thomas Manns angemessen verfilmen. Der Regisseur und Drehbuchautor Seitz, den sein notorischer Hang zu Mann-Verfilmungen schon ‚Unordnung und frühes Leid‘ anrichten ließ, hat den ‚Faustus‘ so verfilmt, daß wir am Roman selbst irre werden könnten, wie der Dichter an ihm irre wurde: ‚Das Mißraten des Romans kann wohl keinem Zweifel mehr unterliegen‘, schrieb Thomas Mann 1945 ins Tagebuch.“
Die Fachzeitschrift Cinema befand: „Die von Thomas Mann angewendete Montage-Technik … besucht Seitz auf filmischer Ebene umzusetzen.: Dokumentaraufnahmen aus dem Krieg werden mit den Spielszenen gekoppelt. (…) Im Film werden sie Szenen der künstlerischen Inspiration mit der Musik unterlegt, die Adrian in diesem Moment empfindet ‚Doktor Faustus‘ dürfte der einzige Film über einen Komponisten sein, in dem kein Orchester im Bild auftaucht.“
Die Zeit meinte: „Lauter Mißverständnisse. Muß ein erfolgreicher Produzent wie Franz Seitz, der Thomas Manns Erzähl-Werk schon manchen Film abgerungen hat, auch den ‚Faustus‘-Roman verfilmen – und selber inszenieren? Liebe macht blind – noch den Zuschauer. Daß er den ‚Doktor Faustus‘ nicht ‚verfilmt‘ hat, sei Seitz gedankt. Aber hätte nach so langer, gründlicher Arbeit (dokumentiert in dem von Gabriele Seitz herausgegebenen Taschenbuch 3681 des Fischer-Verlages) nicht ein wenigstens interessanter Film herauskommen können? Seitz läßt sich blenden von Thomas Manns Montage-Technik. Die aber ist weniger wichtig als das Stilmittel der Ironie, das durch einen betulichen Erzähler stets gegenwärtig bleibt und den ‚düsteren Stoff durchheitert‘ oder durch die Parodie. Was bringt schon der Kontrast von Farb-Aufnahmen einer bis aufs Handlungs-Skelett ausgehungerten Künstler-Biographie mit Schwarzweiß-Bildern aus Wochenschauen der Kriegsjahre um 1942? Der gute alte Künstler-Film (mit zerfurchter Stirn grübelt bei nächtlicher Lampe ein Musiker über die Methode, mit zwölf Tönen zu komponieren) verbindet sich nie – künstlerische oder politische Erkenntnis fördernd – mit dem Dokumentar-Film. Dazwischen: bunte Bildchen eines Heimat-Films und soft porno.“
Im Lexikon des Internationalen Films heißt es: „Der ehrgeizige Versuch, die Gedankenvielfalt der Vorlage in kinogerechte Formen zu bringen, scheitert schon im Ansatz: die Geschichte wird auf ein konventionelles Künstlerschicksal verkürzt, dessen hochtrabendes Pathos manchmal unfreiwillig komisch wirkt, weil ihm die visuelle Fantasie fehlt. Das beabsichtigte ‚Bildungserlebnis‘ wird zum reinen Kunstgewerbe.“